# نوولیپتسک استیل
نوولیپتسک استیل (به انگلیسی: Novolipetsk Steel) شرکت فولادسازی روسی و یکی چهار شرکت بزرگ تولیدکننده فولاد در روسیه می‌باشد، که در سال ۲۰۱۱ ظرفیت تولید فولاد آن، معادل ۹٫۲ میلیون تن اعلام شده‌است.
نوولیپتسک در همین سال فروشی بالغ بر ۱۱ میلیارد دلار آمریکا را رقم زد. بخشی از سهام شرکت نوولیپتسک استیل در بازارهای بورس لندن و بورس مسکو معامله می‌شود. دفتر مرکزی این شرکت در شهر لیپتسک قرار دارد. هم‌اکنون ولادیمیر لیسین ریاست هیئت مدیره این شرکت را در اختیار دارد.